# Campo de extermínio

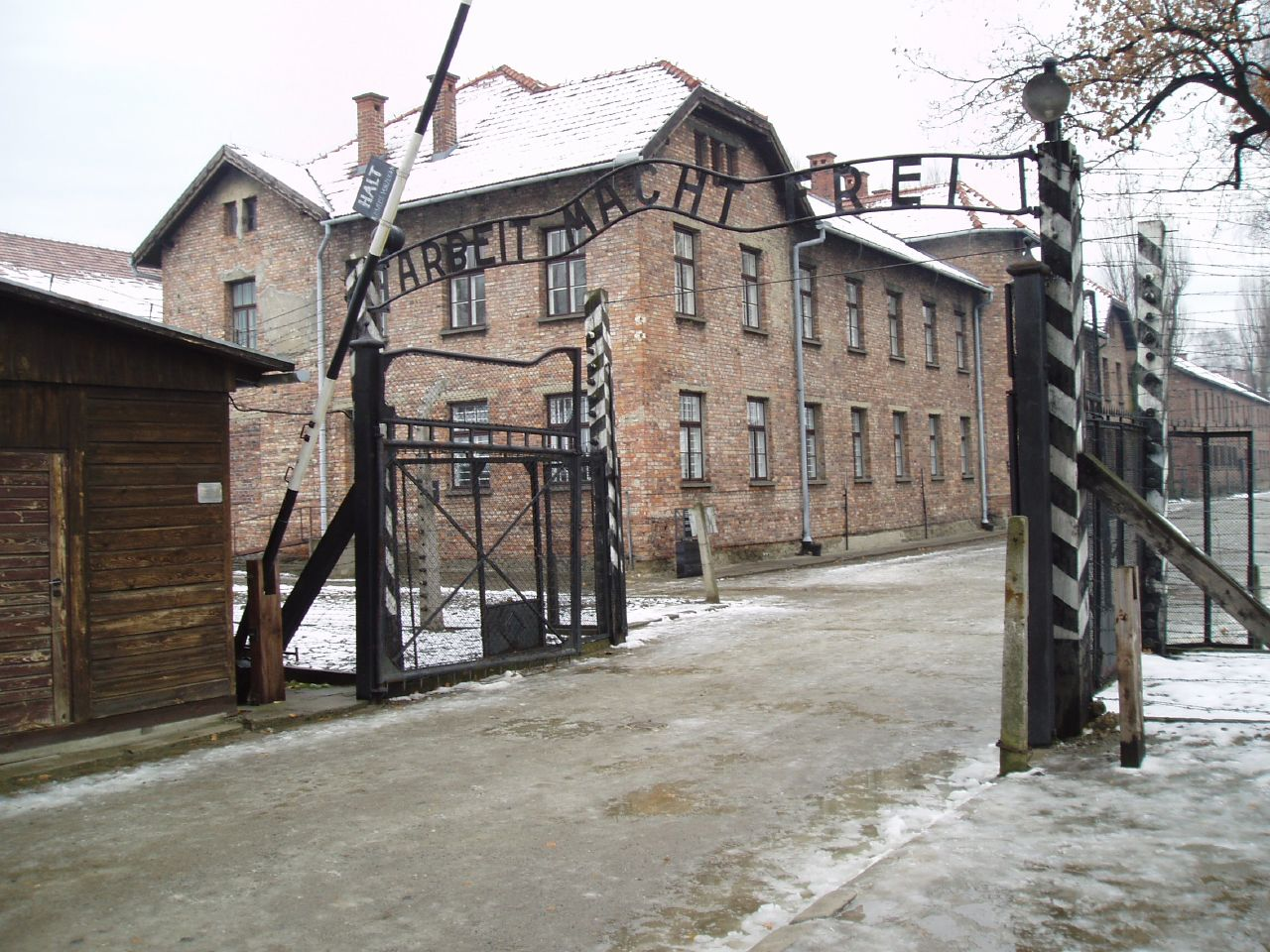
Portão principal de Auschwitz I, onde se lê a frase "Arbeit macht frei" ("O trabalho liberta").

Os campos de extermínio (em alemão:  Vernichtungslager) foram projetados e construídos pela Alemanha Nazista durante a Segunda Guerra Mundial (1939-1945) para matar sistematicamente milhões de judeus, eslavos, comunistas, homossexuais e outros que os nazistas consideravam "Untermensch" (povos inferiores) ou indignos de viver, principalmente em câmaras de gás, mas também em execuções em massa e através de trabalhos extremos em condições de fome.
A ideia de extermínio em massa com o uso de instalações estacionárias construídas exclusivamente para esse propósito foi resultado de uma experimentação nazista anterior com o gás venenoso fabricado quimicamente durante o programa secreto de eutanásia da Aktion T4 contra alemães com deficiências mentais e físicas.
A tecnologia foi adaptada, expandida e aplicada na guerra a vítimas de muitos grupos étnicos e nacionais; entretanto, os judeus eram os alvos principais, que representavam mais de 90% do número de mortes do campo de extermínio. Este genocídio do povo judeu da Europa foi a "solução final da Terceiro Reich para a questão judaica", o que atualmente é coletivamente conhecido como Holocausto.
Os campos de extermínio também foram criados pelo regime fascista Ustaše do Estado Independente da Croácia aliado à Alemanha, levando a cabo uma política de genocida entre 1941 e 1945 contra sérvios, judeus, ciganos e opositores políticos croatas e bosníacos.

## Definição

### Campos de concentração
Existe uma sensível distinção entre campos de extermínio e campos de concentração, tais como os de Dachau e Belsen, cuja maior parte se situava na Alemanha. Os campos de concentração constituíam um sistema de encarceramento e aglomeração dos vários "inimigos do Estado" (tais como comunistas e homossexuais) e dispunham de bases de recursos de trabalho forçado para empresas alemãs.
Muitas vezes, os prisioneiros inicialmente detidos nestes campos de concentração eram posteriormente enviados para os campos de extermínio. Nos primeiros anos do regime nazista (estabelecido em 1933) alguns judeus foram enviados para estes campos. Após 1942, no entanto, houve o início das deportações em massa para os campos de concentração, sendo que muitos destes enviados eram, ou imediatamente ou em seguida, enviados para os campos de extermínio. Isso seria a "solução final da questão judia", que passou a história judaica como o Holocausto. Esses campos são também conhecidos como os "campos da morte".

### Campos de trabalho escravo
Também há que distinguir os campos de extermínio dos campos de trabalho escravo, que foram construídos em todos os países ocupados pelos alemães para explorar o trabalho dos prisioneiros de vários tipos, incluindo prisioneiros de guerra. Muitos prisioneiros trabalharam até à exaustão e a morte nesses campos, mas depois de 1942, toda essa força laboral, mesmo que útil ao esforço de guerra alemão, foi enviada para o extermínio. Em todos os campos nazis havia altas taxas de mortalidade como resultado da fome, doença, exaustão e o tifo, mas apenas os campos de extermínio eram construídos especificamente para a matança organizada.

## Extermínio
A maioria das fontes históricas reconhecem seis campos de extermínio, todos eles situados na área do Governo Geral da Polónia ocupada. Estes eram: Auschwitz-Birkenau ou Auschwitz II - Nota: Auschwitz I era um campo de concentração e Auschwitz III, um campo de trabalho); Bełżec; Campo de concentração de Chełmno (Alemão: Kulmhof an der Nehr, Polaco: Chełmno nad Nerem); Majdanek; Sobibór e Treblinka.

Destes, Auschwitz II e Chełmno estavam situados dentro de áreas da Polónia ocidental anexada pela Alemanha. Os outros quatro estavam situados na área do Governo Geral. Um sétimo campo, muito menos conhecido que estes seis situava-se em Maly Trostenets, na actual Bielorrússia. O regime fantoche croata dos Ustaše também montou um campo de extermínio em Jasenovac.

Campos de extermínio na Europa ocupada pela Alemanha Nazista. O mapa também indica os principais guetos e campos de concentração.

Treblinka, Bełżec e Sobibór foram construídos durante a Operação Reinhard, o nome de código para a matança sistemática dos judeus na Europa, conhecido amplamente como sob o eufemismo, de  "solução final da questão judia" (Endlösung der Judenfrage). A operação foi decidida na conferência de Wannsee de Janeiro de 1942 e conduzida sob o controle administrativo de Adolf Eichmann.
Estes campos, juntamente com Chełmno que havia sido construído mais cedo, eram puros campos de extermínio, construídos com o objectivo único de matar em grande escala. Pelo facto dos campos de extermínio se situarem em território polaco, observamos muitas vezes nos Media e em Artigos Académicos a expressão incorrecta “campos de extermínio polacos”. Uma situação que é alvo de protestos formais por parte das autoridades polacas.
O método de execução mais comum nestes campos era pelo gás Zyklon B, que era utilizado nas câmaras de gás, apesar de muitos prisioneiros terem sido executados por fuzilamento e outros meios. Os corpos dos mortos eram destruídos em crematórios (excepto em Sobibór onde eles eram cremados em fogueiras ao ar livre), e as cinzas eram enterradas ou dispersas.

### Número de vítimas
| Campo de extermínio | Mortes estimadas    | Tempo operacional                                                               | Localização         | Principal arma utilizada para mortes em massa |                     |
| ------------------- | ------------------- | ------------------------------------------------------------------------------- | ------------------- | --------------------------------------------- | ------------------- |
| Auschwitz-Birkenau  | 1 100 000           | Maio de 1940 a Janeiro de 1945                                                  | Polónia             | Zyklon B                                      |                     |
| Bełżec              | 600 000             | 17 de Março de 1942 a Junho de 1943                                             | Polónia             | Monóxido de carbono                           |                     |
| Chełmno             | 152 000             | 8 de Dezembro de 1941 a 11 de Abril de 1943 23 de Junho a 18 de Janeiro de 1945 | Polónia             | Monóxido de carbono                           |                     |
| Majdanek            | 80 000              | 1 de Outubro de 1941 a 22 de Julho de 1944                                      | Polónia             | Zyklon B                                      |                     |
| Treblinka           | 800 000             | 22 de Jullho de 1942 a 19 de Outubro de 1943                                    | Polónia             | Monóxido de carbono                           |                     |
| Sobibór             | 167 000             | 16 de Maio de 1942 a 17 de Outubro de 1943                                      | Polónia             | Monóxido de carbono                           |                     |
| Total               | 2 747 000–3 215 000 | 2 747 000–3 215 000                                                             | 2 747 000–3 215 000 | 2 747 000–3 215 000                           | 2 747 000–3 215 000 |

## Fim da guerra

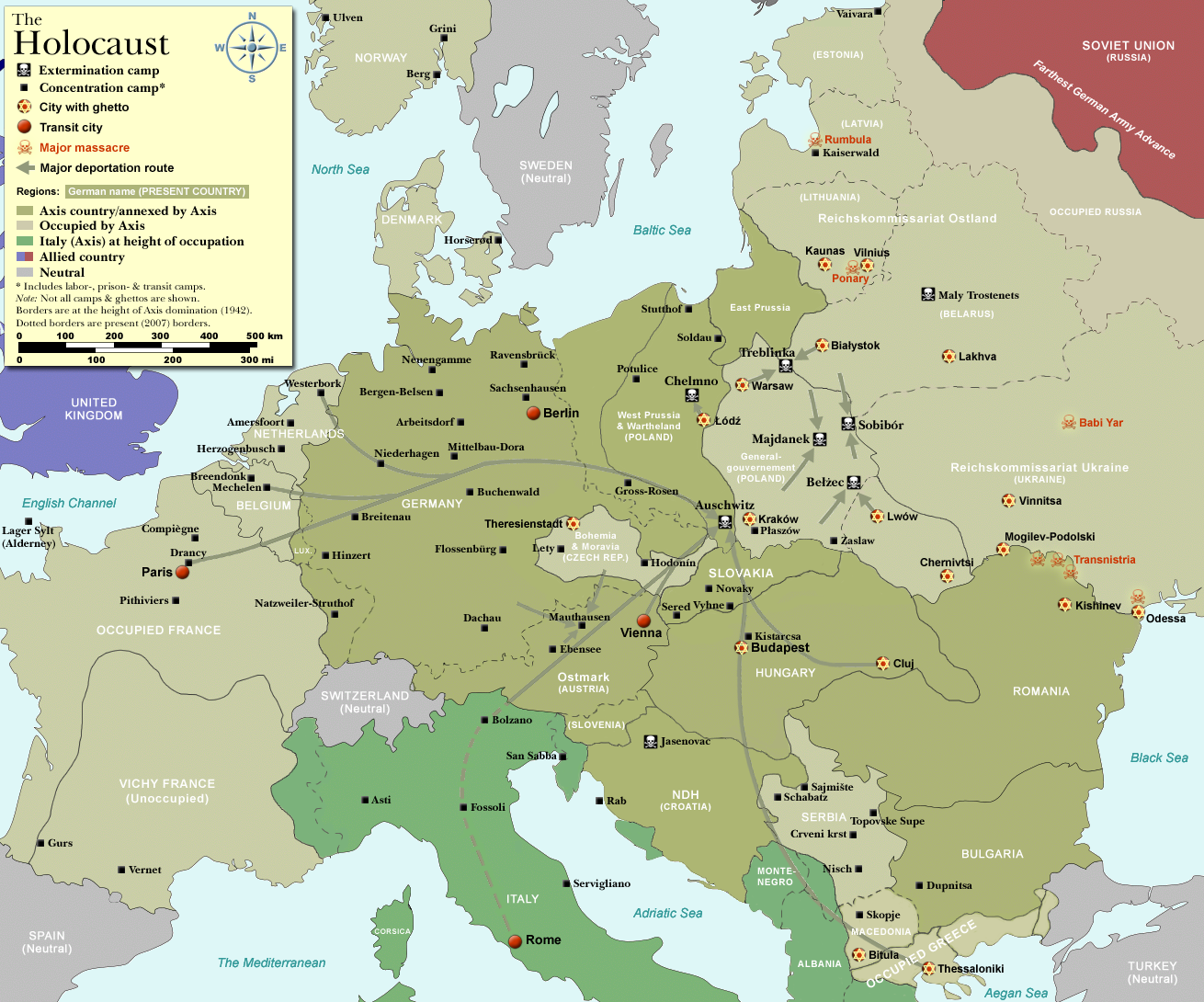
Deportações em massa durante a Segunda Guerra Mundial.

Quando as forças armadas soviéticas avançaram sobre a Polónia em 1944, os campos foram fechados e completamente desmantelados, os fornos crematórios inutilizados, os restos das vítimas cremados e as cinzas lançadas na atmosfera por enormes ventiladores, tudo isso na esperança de ocultarem o que tinha ali ocorrido. O governo comunista polaco do pós-guerra, consciente da sua impopularidade e não desejando levantar a questão do extermínio dos judeus numa Polônia ainda muito antissemita, não empenhou-se em preservar estas construções, permitindo assim a sua decadência física - se bem que sempre permitindo a sua visitação pública.
Somente após a queda do comunismo em 1991, foi feito um esforço renovado de preservação dos vestígios materiais do extermínio nazista e de sua pesquisa histórica, sendo os campos reconstruídos como centros culturais e memoriais afins, especialmente Auschwitz, que até hoje ostenta uma enorme chaminé onde teriam sido incinerados os 1 500 000 judeus desse campo, o mais conhecido de todos. Com o ressurgimento do nacionalismo polaco - e de suas raízes antissemitas - numa ambiência pós-comunista, houve, no entanto, um acirramento das disputas entre o governo polaco e organizações judaicas sobre aquilo que é e não é apropriado ser divulgado nestes sítios. Alguns grupos judaicos, preocupados em preservar a memória do Holocausto, manifestaram junto às autoridades polacas a objecção à construção de outros memoriais, inclusive cristãos, no entorno destes campos.